# Alosa sphaerocephala
Az Alosa sphaerocephala a sugarasúszójú halak (Actinopterygii) osztályának heringalakúak (Clupeiformes) rendjébe, ezen belül a heringfélék (Clupeidae) családjába tartozó faj.

## Előfordulása
Az Alosa sphaerocephala elterjedési területe a Kaszpi-tenger és az őt környező öblök és folyótorkolatok.

## Megjelenése
Ez a halfaj általában 17 centiméter hosszú, de akár 25 centiméteresre is megnőhet. Mindkét állkapcsában jól fejlett fogak vannak. Nagyon hasonlít a nagyszemű heringre (Alosa saposchnikowii).

## Életmódja
Az Alosa sphaerocephala egyaránt kedveli a brakkvizet, de a nyílt tengert is.

## Szaporodása
Ez a faj, nem anadrom vándorhal, vagyis az ívási időszakban, nem úszik fel a folyókba. Az ívási helye, a Kaszpi-tenger északkeleti részén van. Az Alosa sphaerocephala május közepétől június végéig ívik, amikor a hőmérséklet 18-20 Celsius-fokos. Az ikrákat 3 méteres mélységben rakja le. Az ivadék, csak késő ősszel indul délfelé, az összes heringféle közül a legkésőbben.

## Felhasználása
Az Alosa sphaerocephala halfajt, csak az elterjedési területén élő emberek tenyésztik és halásszák.